# Wereldbeker schaatsen 2019/2020 - Wereldbeker 5
De Wereldbeker schaatsen 2019/2020 Wereldbeker 5 was de vijfde en voorlaatste wedstrijd van het wereldbekerseizoen die op 7 en 8 februari 2020 plaatsvond in de Olympic Oval in Calgary, Canada. Op het programma stonden dit keer alleen de klassieke schaatsafstanden. Pavel Koelizjinikov (op de 1000 meter mannen) en Miho Takagi (op de 1500 meter vrouwen) wisten een baanrecord te breken.

## Tijdschema
| Datum               | Onderdeel                                            |
| ------------------- | ---------------------------------------------------- |
| Zaterdag 7 februari | 500m mannen 1000m vrouwen 1500m mannen 3000m vrouwen |
| Zondag 15 december  | 500m vrouwen 1000m mannen 1500m vrouwen 5000m mannen |

## Podia

### Mannen
| Wedstrijd  | Goud                       | Tijd       | Zilver                     | Tijd       | Brons                        | Tijd       |
| 500 meter  | Roeslan Moerasjov Rusland  | 34,04      | Pavel Koelizjnikov Rusland | 34,05      | Viktor Moesjatakov Rusland   | 34,06      |
| 1000 meter | Pavel Koelizjnikov Rusland | 1.06,49 BR | Thomas Krol Nederland      | 1.07,01(7) | Kjeld Nuis Nederland         | 1.07,01(9) |
| 1500 meter | Denis Joeskov Rusland      | 1.43,23    | Zhongyan Ning China        | 1.43,26    | Joey Mantia Verenigde Staten | 1.43,74    |
| 5000 meter | Patrick Roest Nederland    | 6.07,40    | Ted-Jan Bloemen Canada     | 6.07,42    | Graeme Fish Canada           | 6.10,58    |

### Vrouwen
| Wedstrijd  | Goud                       | Tijd       | Zilver                       | Tijd    | Brons                       | Tijd    |
| 500 meter  | Nao Kodaira Japan          | 36,65      | Angelina Golikova Rusland    | 36,78   | Vanessa Herzog Oostenrijk   | 37,08   |
| 1000 meter | Nao Kodaira Japan          | 1.12,65    | Olga Fatkoelina Rusland      | 1.12,80 | Jekaterina Sjichova Rusland | 1.12,84 |
| 1500 meter | Miho Takagi Japan          | 1.50,33 BR | Ivanie Blondin Canada        | 1.51,76 | Ireen Wüst Nederland        | 1.51,99 |
| 3000 meter | Martina Sáblíková Tsjechië | 3.54,93    | Antoinette de Jong Nederland | 3.56,18 | Natalja Voronina Rusland    | 3.56,57 |